# 内覧
内覧（ないらん）とは、日本の朝廷において天皇に奉る文書や、天皇が裁可する文書など一切を先に見る権限。また、その許可を受けた者の地位を指す。

## 概要
藤原基経が太政大臣として与えられ、後に関白の職務として定着した職権は、万政領行（すべての政を行う）・百官総己（すべての官人を統べる）・奏宣文書内覧の3つであった。奏宣文書内覧は天皇に奏上される文書である「奏」と、天皇から命令される文書である「宣」のすべてを事前に見ることを指す大きな権限であり、これがいわゆる「内覧」の職権とされている。
九条兼実は「天皇が成人の際に、裁可される文書を先に見る臣」と定義しており、摂政より関白に近いものとしている。常置ではなく、前任・現任を問わず中納言以上であれば、太政官の序列には従わずに任命された。初例を除いて原則的には天皇の宣旨によって任命されたが、院政期には院宣によって命じられた後に宣旨を受けた例もある。
内覧は関白の権限の一部を持ち、その補任は将来的に摂関となることを前提とするものであったが、平安時代末期以降は関白と併置されることもあり、安土桃山時代以降は摂関に対して別途内覧宣下が行われるようになっている。内覧は関白と異なり官職化せず、天皇の私的諮詢機関的性格を持っていた。

## 歴史
内覧補任は、寛平9年（897年）に宇多天皇が醍醐天皇に譲位した際の詔書で、大納言藤原時平と権大納言菅原道真が任じられたことに始まる。『日本紀略』や『菅家文草』によると、この際に時平と道真に与えられた権限は、醍醐天皇が幼少の間、政務を補佐し、奏宣文書内覧を行うというものであった。
この後、天禄3年（972年）10月23日に摂政藤原伊尹が病で摂政を辞任し、10月27日に権中納言藤原兼通が内覧宣旨を受けたのが単独の内覧の初見である。兼通はこの時太政官の席次では9番目であったが、この2年後の天延2年（974年）に関白に就任している。また宣旨によればこれは伊尹が病で政務が執れない間という条件であったが、伊尹の没後にも継続して内覧を務めている。長徳元年（995年）には関白藤原道隆が病となり、息子の内大臣藤原伊周に関白を譲る意向を示した。しかし一条天皇によって「関白が病の間」の「内覧」と定められたため、道隆が没するとその任は停止されるという、臨時的な在任にすぎなかった。その後道隆の弟道兼が関白となったがまもなく没し、道兼の弟藤原道長が内覧に任じられた。道長はこの時権大納言であり、摂関に就任にするための資格を欠いていたための内覧宣下であったとみられる。その後、道長は三条天皇からの関白就任の要請を断り、改めて内覧の宣下を受けている。道長はすでに左大臣であり、関白に就任する資格は充分であったため、この内覧宣下は道長の政治的意図によるものとみられている。
治暦3年12月5日（1068年1月12日）、関白藤原頼通の辞職が認められたが、後冷泉天皇は頼通の政治参加を強く望んでおり、「太政官の奏上一切をことごとく諮詢すべし」とする宣旨を受けた。これは前関白が内覧となることの初例である。
保安元年（1120年）11月12日、関白藤原忠実は関白の職掌の一部である内覧の権限のみを停止された。翌保安2年（1121年）1月17日に内覧権限は復旧されたが、5日後に忠実は関白を辞任しており、辞任を前提とした職権の復旧であるとみられる。天承2年（1132年）1月14日には、忠実に内覧が命じられた。しかしこの時には関白藤原忠通がおり、病でない関白と内覧が併存する初めての事態となった。これは摂関の辞任が政治的に困難である状況で、摂関の権限を奪うための処置とみられており、後の藤原頼長・九条兼実の内覧就任もこうした背景を持つ。
鎌倉時代には関白九条道家が辞任後内覧となっているが、これは息子の関白九条教家を後見する役割を持ったものであり、実質的には関白を上回る権力を持っていた。その後、前関白が内覧宣下を受ける例が多く見られるが、これは摩擦を起こさず平和的に摂関を譲った者に対する優遇措置として用いられていた。仁治3年（1242年）には関白二条良実が内覧宣下を受けるという事態が発生している。これは前関白近衛兼経が関白辞任後にも内覧としての職務を行っていたため、政治的な均衡を取るための措置であったとみられるが、これ以降現任の摂関が別途内覧宣下を受けることがみられるようになり、天正13年（1585年）の二条昭実以降は摂関補任の日に内覧宣下を受けることが恒例となっていく。
建武の新政期には関白は置かれなかったが、前関白であった二条道平・近衛経忠の二人が内覧に任じられ、後には鷹司冬教がこれに加わった。また足利義満は左大臣在任期間中、後円融上皇により「内覧」としての沙汰を行うように命じられており、摂政二条良基も義満が内覧であると認識していた。これは藤原氏以外の者が内覧となった例としては菅原道真以来400年ぶりの事態であるが、宣下日は不明である。
安土桃山時代には摂家の人物の処遇として内覧宣下が行われることもあった。豊臣秀次の切腹後、摂関が置かれない時期が5年ほど続くが、この時期には内覧も設置されていない。また、摂関に就任できない人物の処遇として内覧を命じる事例もある。摂家にとって摂関に任じられない世代が現れれば、次の世代にも影響をおよぼすため、名目的に内覧宣下を受けることで摂関に就任したと同じ意味合いをもたせる目的があった。この名目的な内覧の最たる例が一条内実であり、内実は内覧宣下を受けた当日に死亡している。
江戸時代には禁中並公家諸法度によって摂関の任免には江戸幕府の同意が必要であったが、内覧の任免については幕府の命令は及ばなかった。このため孝明天皇は自らの信任する人物に影響力を持たせるために内覧宣下や内覧職権停止を行っている。
最期の内覧補任は文久3年（1863年）の八月十八日の政変後の9月19日に、右大臣二条斉敬が補任されたものである。斉敬はその後摂政となったが、慶応3年12月9日（1868年1月3日）の王政復古の大号令により摂関が廃止され、斉敬が内覧も合わせて辞したことで、内覧制度は消滅した。

## 内覧一覧
以下の一覧は、米田雄介が『公卿補任』と『諸家伝』に基づき、諸家の記録及び壬生家本「関白宣下一会」「内覧宣下一会」を参考に作成した表を基としている。叙任の日付は旧暦。
| 人名       | 画像・花押               | 任命時の官職               | 年月日                                                                       | 任命時の摂関                                                                                         | 備考 |
| ---------- | ------------------------ | -------------------------- | ---------------------------------------------------------------------------- | --- | --- |
| 平安時代   |                          |                            |                                                                              | | |
| 藤原時平   |                          | 大納言                     | 寛平9年（897年）7月3日                                                       | 不在                                                                                                 | 宇多天皇の譲位の詔により、新帝である醍醐天皇の内覧となった。                                               |
| 菅原道真   |                          | 権大納言                   | 寛平9年（897年）7月3日                                                       | 不在                                                                                                 | 宇多天皇の譲位の詔により、新帝である醍醐天皇の内覧となった。                                               |
| 藤原兼通   |                          | 権中納言                   | 天禄3年（972年）10月27日                                                     | 不在                                                                                                 | 同月23日、藤原伊尹が摂政を辞任した。                                                                       |
| 藤原伊周   |                          | 内大臣                     | 長徳1年（995年）3月29日                                                      | 関白・藤原道隆                                                                                       | 伊周は道隆の嫡男であり、この時道隆の病により内覧に任命された。                                             |
| 藤原道長   |                          | 権大納言                   | 長徳1年（995年）5月11日                                                      | 不在                                                                                                 | 同年4月10日、藤原道隆が病により薨去した。                                                                  |
| 藤原道長   | 左大臣                   | 寛弘8年（1011年）8月23日   | 道長は一条天皇の内覧であったが、三条天皇の践祚に伴い、再び内覧に任命された。 | 不在                                                                                                 | |
| 藤原頼通   |                          | 前関白                     | 治暦3年（1067年）12月5日                                                     | 不在                                                                                                 | 頼通はこの日に関白を辞任し、後冷泉天皇の勅旨により内覧に補任された。                                       |
| 藤原師実   |                          | 左大臣                     | 承保2年（1075年）9月26日                                                     | 不在                                                                                                 | 同月25日、師実の叔父である関白・藤原教通が薨去した。                                                       |
| 藤原忠実   |                          | 権大納言                   | 康和1年（1099年）8月28日                                                     | 不在                                                                                                 | 同年6月28日、忠実の父である関白・藤原師通が薨去した。                                                      |
| 藤原忠実   | 関白                     | 保安2年（1121年）1月17日   | 本人                                                                         | 忠実は関白在職中、関白の権限の一つである内覧を一時停止されていたが、この日を以てその権が回復された。 | |
| 藤原忠通   |                          | 内大臣                     | 保安2年（1121年）1月22日                                                     | 不在                                                                                                 | この日、忠通の父である藤原忠実はに関白を辞任した。                                                         |
| 藤原忠実   |                          | 前関白                     | 天承2年（1132年）1月14日                                                     | 関白・藤原忠通                                                                                       | 父子二人相並びに内覧となる。                                                                               |
| 藤原頼長   |                          | 左大臣                     | 久安7年（1151年）1月10日                                                     | 関白・藤原忠通                                                                                       | 兄弟二人相並びに内覧となる。                                                                               |
| 鎌倉時代   |                          |                            |                                                                              | | |
| 九条兼実   |                          | 右大臣                     | 文治1年（1185年）12月28日                                                    | 摂政・近衛基通                                                                                       | 兼実は基通の叔父である。                                                                                   |
| 九条良経   |                          | 左大臣                     | 建仁2年（1202年）11月27日                                                    | 摂政・近衛基通                                                                                       | この日、基通の藤氏長者を止む。                                                                             |
| 九条道家   |                          | 前関白                     | 寛喜3年（1231年）7月5日                                                      | 関白・九条教実                                                                                       | 父子二人相並びに内覧となる。                                                                               |
| 近衛兼経   |                          | 前関白                     | 仁治3年（1242年）3月25日                                                     | 関白・二条良実                                                                                       | 兼経は良実の姉婿である。                                                                                   |
| 二条良実   |                          | 関白                       | 仁治3年（1242年）3月25日                                                     | 本人                                                                                                 | 良実は、藤原忠実が関白在職中に内覧の権を一時失ったケースとは異なり、関白在職のまま兼経とともに内覧となる。 |
| 二条良実   | 前関白                   | 文永2年（1265年）7月16日   | 関白・一条実経                                                               | 良実は実経の同母兄である。                                                                           | |
| 二条良実   | 前関白                   | 文永4年（1267年）12月9日   | 関白・近衛基平                                                               | | |
| 近衛基平   |                          | 文永4年（1267年）12月9日   | 関白                                                                         | 本人                                                                                                 | 基平は関白・氏長者となった同日、内覧に任命された。                                                         |
| 鷹司兼平   |                          | 前関白                     | 文永5年（1268年）12月29日                                                    | 関白・鷹司基忠                                                                                       | 父子二人相並びに内覧となる。                                                                               |
| 鷹司兼平   | 摂政                     | 建治1年（1275年）10月21日  | 本人                                                                         | 兼平は摂政・氏長者となった同日、内覧に任命された。                                                   | |
| 鷹司兼平   | 前関白                   | 正応2年（1289年）6月1日    | 関白・近衛家基                                                               | 兼平は家基の大叔父であり、かつ家基の岳父でもある。                                                   | |
| 近衛家基   |                          | 関白                       | 正応6年（1293年）2月25日                                                     | 本人                                                                                                 | 家基が関白在職中に内覧を任命された。                                                                       |
| 鷹司基忠   |                          | 前関白                     | 永仁4年（1296年）某月某日                                                    | 関白・鷹司兼忠                                                                                       | 兄弟二人相並びに内覧となる。                                                                               |
| 鷹司基忠   | 正安2年（1300年）7月10日 | 前関白                     | 摂政・二条兼基                                                               | この時、兼基はなお後伏見天皇の摂政であったが、同年12月16日に関白に転じ、准摂政を兼ねることとなった。 | |
| 一条内実   |                          | 内大臣                     | 嘉元2年（1304年）12月17日                                                    | 関白・二条兼基                                                                                       | 内実は病危篤により内覧に任命され、同日に薨去した。                                                         |
| 鷹司基忠   |                          | 前関白                     | 延慶1年（1308年）12月14日                                                    | 摂政・鷹司冬平                                                                                       | 父子二人相並びに内覧となる。この時の摂政・冬平は、名目上は兼忠の子であったが、実際には基忠の子であった。   |
| 二条道平   |                          | 関白                       | 正和5年（1316年）8月23日                                                     | 本人                                                                                                 | |
| 一条内経   |                          | 関白                       | 文保2年（1318年）12月29日                                                    | 本人                                                                                                 | |
| 九条房実   |                          | 関白                       | 元亨3年（1323年）3月29日                                                     | 本人                                                                                                 | |
| 二条道平   |                          | 前関白                     | 元亨3年（1323年）10月5日                                                     | 関白・九条房実                                                                                       | |
| 鷹司冬平   |                          | 前関白                     | 元亨3年（1323年）11月9日                                                     | 関白・九条房実                                                                                       | |
| 鷹司冬平   | 関白                     | 正中1年（1324年）12月29日  | 本人                                                                         | | |
| 二条道平   | 関白                     |                            | 本人                                                                         | 嘉暦2年（1327年）2月12日                                                                             | |
| 二条道平   | 前関白                   | 元徳2年（1330年）1月26日   | 関白・近衛経忠                                                               | | |
| 近衛経忠   |                          | 元徳2年（1330年）1月26日   | 関白                                                                         | 本人                                                                                                 | |
| 近衛経忠   | 前関白                   | 元徳2年（1330年）8月25日   | 関白・鷹司冬教                                                               | | |
| 鷹司冬教   |                          | 元徳2年（1330年）8月25日   | 関白                                                                         | 本人                                                                                                 | |
| 建武政府   |                          |                            |                                                                              | | |
| 二条道平   |                          | 左大臣                     | 元弘3年（1333年）某月某日                                                    | 不在                                                                                                 | 建武の新政期には、関白を置かず、延喜の佳例に倣って複数の内覧を設置した。                                   |
| 近衛経忠   |                          | 前関白                     | 元弘3年（1333年）某月某日                                                    | 不在                                                                                                 | 建武の新政期には、関白を置かず、延喜の佳例に倣って複数の内覧を設置した。                                   |
| 近衛経忠   | 右大臣                   | 建武1年（1334年）2月22日   |                                                                              | 不在                                                                                                 | |
| 近衛経忠   | 前右大臣                 | 建武1年（1334年）10月9日   | この時、二条道平・近衛経忠・鷹司冬教の三人が並んで内覧となった。             | 不在                                                                                                 | |
| 鷹司冬教   |                          | 建武1年（1334年）10月9日   | この時、二条道平・近衛経忠・鷹司冬教の三人が並んで内覧となった。             | 不在                                                                                                 | 右大臣 |
| 鷹司冬教   | 前左大臣                 | 建武2年（1335年）12月3日   |                                                                              | 不在                                                                                                 | |
| 室町時代   |                          |                            |                                                                              | | |
| 近衛基嗣   |                          | 前関白                     | 建武5年（1338年）5月19日                                                     | 関白・一条経通                                                                                       | |
| 二条良基   |                          | 前関白                     | 延文3年（1358年）12月29日                                                    | 関白・九条経教                                                                                       | |
| 九条経教   |                          | 関白                       | 延文3年（1358年）12月29日                                                    | 本人                                                                                                 | |
| 近衛道嗣   |                          | 関白                       | 康安1年（1361年）11月9日                                                     | 本人                                                                                                 | |
| 二条良基   |                          | 関白                       | 貞治2年（1363年）6月27日                                                     | 本人                                                                                                 | |
| 二条良基   | 前関白                   | 貞治6年（1367年）8月27日   | 関白・鷹司冬通                                                               | | |
| 二条師良   |                          | 関白                       | 応安2年（1369年）11月4日                                                     | 本人                                                                                                 | |
| 近衛道嗣   |                          | 前関白                     | 応安4年（1371年）閏3月29日                                                   | 関白・二条師良                                                                                       | |
| 九条忠基   |                          | 関白                       | 永和1年（1375年）12月27日                                                    | 本人                                                                                                 | |
| 二条良基   |                          | 前関白                     | 至徳4年（1387年）2月7日                                                      | 摂政・近衛兼嗣                                                                                       | |
| 二条師嗣   |                          | 前関白                     | 応永1年（1394年）11月6日                                                     | 関白・一条経嗣                                                                                       | |
| 近衛忠嗣   |                          | 前関白                     | 応永18年（1411年）12月25日                                                   | 関白・一条経嗣                                                                                       | |
| 九条満教   |                          | 前関白                     | 応永31年（1424年）4月20日                                                    | 関白・二条持基                                                                                       | |
| 二条持基   |                          | 前摂政                     | 永享4年（1432年）8月18日                                                     | 摂政・一条兼良                                                                                       | |
| 一条兼良   |                          | 摂政                       | 永享4年（1432年）10月20日                                                    | 本人                                                                                                 | |
| 二条持通   |                          | 前関白                     | 享徳3年（1454年）6月30日                                                     | 関白・鷹司房平                                                                                       | |
| 二条持通   | 長禄3年（1459年）1月16日 | 前関白                     | 関白・一条教房                                                               | | |
| 二条持通   | 応仁1年（1467年）5月10日 | 前関白                     | 関白・一条兼良                                                               | | |
| 二条政嗣   |                          | 前関白                     | 文明8年（1476年）5月16日                                                     | 関白・九条政基                                                                                       | |
| 鷹司政平   |                          | 左大臣                     | 文明10年（1478年）6月3日                                                     | 関白・九条政基                                                                                       | |
| 九条政基   |                          | 前関白                     | 文明11年（1479年）2月30日                                                    | 関白・近衛政家                                                                                       | |
| 近衛政家   |                          | 関白                       | 文明11年（1479年）2月30日                                                    | 本人                                                                                                 | |
| 近衛政家   | 前関白                   | 文明15年（1483年）2月25日  | 関白・鷹司政平                                                               | | |
| 九条政忠   |                          | 関白                       | 文明19年（1487年）2月9日                                                     | 本人                                                                                                 | |
| 一条冬良   |                          | 前関白                     | 明応2年（1493年）3月28日                                                     | 関白・近衛尚通                                                                                       | |
| 近衛尚通   |                          | 関白                       | 明応2年（1493年）3月28日                                                     | 本人                                                                                                 | |
| 近衛尚通   | 前関白                   | 明応6年（1497年）6月7日    | 不在                                                                         | この日、尚通が関白を辞任した。                                                                       | |
| 二条尚基   |                          | 関白                       | 明応6年（1497年）6月18日                                                     | 本人                                                                                                 | |
| 九条尚経   |                          | 関白                       | 文亀1年（1501年）6月29日                                                     | 本人                                                                                                 | |
| 近衛尚通   |                          | 関白                       | 永正10年（1513年）10月7日                                                    | 本人                                                                                                 | |
| 近衛尚通   | 前関白                   | 永正11年（1514年）8月29日  | 関白・鷹司兼輔                                                               | | |
| 近衛稙家   |                          | 関白                       | 大永5年（1525年）4月5日                                                      | 本人                                                                                                 | |
| 二条尹房   |                          | 前関白                     | 大永5年（1525年）6月28日                                                     | 関白・近衛稙家                                                                                       | |
| 近衛稙家   |                          | 左大臣・前関白             | 天文4年（1535年）12月4日                                                     | 関白・二条尹房                                                                                       | この日、稙家は准三后となった。                                                                             |
| 一条房通   |                          | 右大臣                     | 天文11年（1542年）3月12日                                                    | 不在                                                                                                 | 同年2月25日、近衛稙家が関白を辞任した。                                                                    |
| 鷹司忠冬   |                          | 関白                       | 天文11年（1542年）3月26日                                                    | 本人                                                                                                 | この日、左大臣忠冬に関白、内覧・兵仗・氏長者・牛車・一座等の宣下あり。                                     |
| 一条房通   |                          | 前関白                     | 天文17年（1548年）12月27日                                                   | 関白・二条晴良                                                                                       | |
| 二条晴良   |                          | 関白                       | 天文17年（1548年）12月27日                                                   | 本人                                                                                                 | |
| 二条晴良   | 前関白                   | 天文22年（1553年）1月22日  | 関白・一条兼冬                                                               | | |
| 一条兼冬   |                          | 天文22年（1553年）1月22日  | 関白                                                                         | 本人                                                                                                 | |
| 二条晴良   |                          | 永禄11年（1568年）12月16日 | 関白                                                                         | 本人                                                                                                 | |
| 織田政権期 |                          |                            |                                                                              | | |
| 九条兼孝   |                          | 左大臣                     | 天正5年（1577年）11月19日                                                    | 関白・二条晴良                                                                                       | |
| 九条兼孝   | 関白                     | 天正6年（1578年）12月13日  | 本人                                                                         | | |
| 九条兼孝   | 前関白                   | 天正9年（1581年）4月29日   | 関白・一条内基                                                               | | |
| 二条昭実   |                          | 関白                       | 天正13年（1585年）2月12日                                                    | 本人                                                                                                 | |
| 豊臣政権期 |                          |                            |                                                                              | | |
| 藤原秀吉   |                          | 関白                       | 天正13年（1585年）7月11日                                                    | 本人                                                                                                 | |
| 豊臣秀次   |                          | 関白                       | 天正19年（1591年）12月28日                                                   | 本人                                                                                                 | |
| 江戸時代   |                          |                            |                                                                              | | |
| 九条兼孝   |                          | 関白                       | 慶長5年（1600年）12月19日                                                    | 本人                                                                                                 | |
| 近衛信尹   |                          | 関白                       | 慶長10年（1605年）7月23日                                                    | 本人                                                                                                 | |
| 鷹司信房   |                          | 関白                       | 慶長11年（1606年）11月11日                                                   | 本人                                                                                                 | |
| 九条忠栄   |                          | 関白                       | 慶長13年（1608年）12月26日                                                   | 本人                                                                                                 | |
| 鷹司信尚   |                          | 関白                       | 慶長17年（1612年）7月25日                                                    | 本人                                                                                                 | |
| 二条昭実   |                          | 関白                       | 元和1年（1615年）7月28日                                                     | 本人                                                                                                 | |
| 九条忠栄   |                          | 関白                       | 元和5年（1619年）9月14日                                                     | 本人                                                                                                 | |
| 近衛信尋   |                          | 関白                       | 元和9年（1623年）閏8月16日                                                   | 本人                                                                                                 | |
| 一条兼遐   |                          | 関白                       | 寛永6年（1629年）8月29日                                                     | 本人                                                                                                 | |
| 一条兼遐   | 摂政                     | 寛永6年（1629年）11月8日   |                                                                              | 本人                                                                                                 | |
| 二条康道   | 摂政                     |                            | 寛永12年（1635年）10月10日                                                   | 本人                                                                                                 | |
| 九条道房   | 摂政                     |                            | 正保4年（1647年）1月5日                                                      | 本人                                                                                                 | |
| 近衛尚嗣   |                          | 右大臣                     | 正保4年（1647年）1月15日                                                     | 不在                                                                                                 | 同月10日、九条道房が関白・左大臣の両職を辞任した。                                                         |
| 一条昭良   |                          | 摂政                       | 正保4年（1647年）3月28日                                                     | 本人                                                                                                 | 一条兼遐は寛永13年（1636年）9月8日、昭良と改名した。                                                       |
| 近衛尚嗣   |                          | 関白                       | 慶安4年（1651年）12月8日                                                     | 本人                                                                                                 | |
| 二条光平   |                          | 関白                       | 承応2年（1653年）9月21日                                                     | 本人                                                                                                 | |
| 鷹司房輔   |                          | 摂政                       | 寛文4年（1664年）9月27日                                                     | 本人                                                                                                 | |
| 鷹司房輔   | 関白                     | 寛文8年（1668年）3月16日   |                                                                              | 本人                                                                                                 | |
| 一条冬経   | 関白                     |                            | 天和2年（1682年）2月24日                                                     | 本人                                                                                                 | |
| 一条冬経   | 摂政                     | 貞享4年（1687年）3月21日   |                                                                              | 本人                                                                                                 | |
| 近衛基熈   |                          | 関白                       | 元禄3年（1690年）1月13日                                                     | 本人                                                                                                 | |
| 鷹司兼熈   |                          | 関白                       | 元禄16年（1703年）1月14日                                                    | 本人                                                                                                 | |
| 近衛家熈   |                          | 関白                       | 宝永4年（1707年）11月27日                                                    | 本人                                                                                                 | |
| 九条輔実   |                          | 摂政                       | 正徳2年（1712年）8月28日                                                     | 本人                                                                                                 | |
| 二条綱平   |                          | 関白                       | 享保7年（1723年）1月13日                                                     | 本人                                                                                                 | |
| 近衛家久   |                          | 関白                       | 享保11年（1726年）6月1日                                                     | 本人                                                                                                 | |
| 近衛家久   | 前関白                   | 元文1年（1736年）8月27日   | 関白・二条吉忠                                                               | | |
| 二条吉忠   |                          | 元文1年（1736年）8月27日   | 関白                                                                         | 本人                                                                                                 | |
| 一条兼香   |                          | 右大臣                     | 元文2年（1737年）8月18日                                                     | 不在                                                                                                 | 同月3日、二条吉忠が関白・左大臣の両職を辞任した。                                                          |
| 一条道香   |                          | 右大臣                     | 元文4年（1739年）5月19日                                                     | 関白・一条兼香                                                                                       | |
| 近衛内前   |                          | 関白                       | 宝暦7年（1757年）3月16日                                                     | 本人                                                                                                 | |
| 九条尚実   |                          | 関白                       | 安永7年（1778年）2月8日                                                      | 本人                                                                                                 | |
| 鷹司輔平   |                          | 関白                       | 天明7年（1787年）3月1日                                                      | 本人                                                                                                 | |
| 一条輝良   |                          | 関白                       | 寛政3年（1791年）8月20日                                                     | 本人                                                                                                 | |
| 鷹司政熈   |                          | 左大臣                     | 寛政7年（1795年）10月14日                                                    | 不在                                                                                                 | 同日、一条輝良が関白を辞任し、政熈に外記方内覧宣旨あり。                                                   |
| 一条忠良   |                          | 関白                       | 文化11年（1814年）9月16日                                                    | 本人                                                                                                 | |
| 鷹司政通   |                          | 関白                       | 文政6年（1823年）3月19日                                                     | 本人                                                                                                 | |
| 鷹司政通   | 前関白                   | 安政3年（1856年）8月8日    | 関白・九条尚忠                                                               | | |
| 九条尚忠   |                          | 安政3年（1856年）8月8日    | 関白                                                                         | 本人                                                                                                 | |
| 近衛忠熈   |                          | 左大臣                     | 安政5年（1858年）9月4日                                                      | 関白・九条尚忠                                                                                       | 尚忠の内覧を一時停止し、忠熙を新たな内覧に任命した。                                                       |
| 九条尚忠   |                          | 関白                       | 安政5年（1858年）10月19日                                                    | 本人                                                                                                 | 忠熙の内覧を停止し、尚忠の内覧を復活させた。                                                               |
| 近衛忠熈   |                          | 関白                       | 文久2年（1862年）6月23日                                                     | 本人                                                                                                 | |
| 近衛忠熈   | 前関白                   | 文久3年（1863年）1月23日   | 関白・鷹司輔熈                                                               | | |
| 鷹司輔熈   |                          | 文久3年（1863年）1月23日   | 関白                                                                         | 本人                                                                                                 | |
| 二条斉敬   |                          | 右大臣                     | 文久3年（1863年）9月19日                                                     | 関白・鷹司輔熈                                                                                       | 慶応3年（1867年）12月8日、内覧は廃止される。                                                               |